# Альм, Герда
Герда Альм (швед. Gerda Ahlm, полное имя Gerda Maria Ahlm; 1869—1956) — шведская художница, работавшая в США.
Известна как специалистка в области консервации художественных произведений.

## Биография
Родилась 24 мая 1869 года в Вестеросе.
Училась в 1889—1891 годах в Королевской академии свободных искусств в Стокгольме. Затем совершила несколько учебных поездок во Францию, Германию и Италию (в 1892 году), во Францию, Италию и Англию (в 1894—1995 годах), в Норвегию (в 1898 году) и в Бельгию (в 1900 году).
В 1903 году Герда Альм эмигрировала в Соединенные Штаты и обосновалась в Чикаго, где работала и выставляла свои собственные работы, преимущественно пейзажи, интерьеры и портреты женщин, выполненные в слабо импрессионистском стиле. Показывала свои картины в ежегодных выставках Чикагского института искусств с 1905 года и была одной из первых женщин-художниц на шведско-американских художественных выставках 1905, 1911, 1912 годов.
Заинтересовавшись восстановлением произведений искусства, Альм обучалась технологии консервации у Franz Carl Sessig (1854—1914) в Старой пинакотеке в Мюнхене. После этого работала консерватором искусств в Чикагском институте искусств. Её мастерство и репутация художницы-консерватора стали таковы, что Герда получила ряд важных заказов, в том числе восстановление семейных портретов, принадлежащих шведской королеве Виктории. Считалась одной из главных художниц-консерваторов Америки.
Работы Герды Альм находятся в частных коллекциях и музеях по всему миру.
Умерла в 1956 году в Чикаго.